# Ларб
Ларб, лааб, лап (лаос. ລາບ, тай. ลาบ, англ. Larb) — м'ясний салат тайської та лаоської кухні. Вважають національною стравою Лаосу. В Таїланді поширений у Ісаані. Входить до списку найдивніших страв Таїланду.

## Приготування
Перемелене м'ясо (курятина, качка, свинина) приправляють рибним соусом, червоним перцем, соком лайму, перемеленим смаженим липким рисом, цибулею та зеленню. Вегетарійський варіант використовує замість м'яса тофу чи гриби. Споживається з пареним липким рисом. В деяких варіантах використовується також сира кров.

## Загроза здоров'ю
В сирому м'ясі лаабу можуть зустрічатися збудники трихінельозу, сказу. В Таїланді зареєстровані смертельні випадки від Streptococcus suis, що можна знайти в лаабі з свинини. В лаабі з риби зустрічаються Opisthorchis viverrini (збудник холангіокарциноми), плоскі черви.

## Галерея

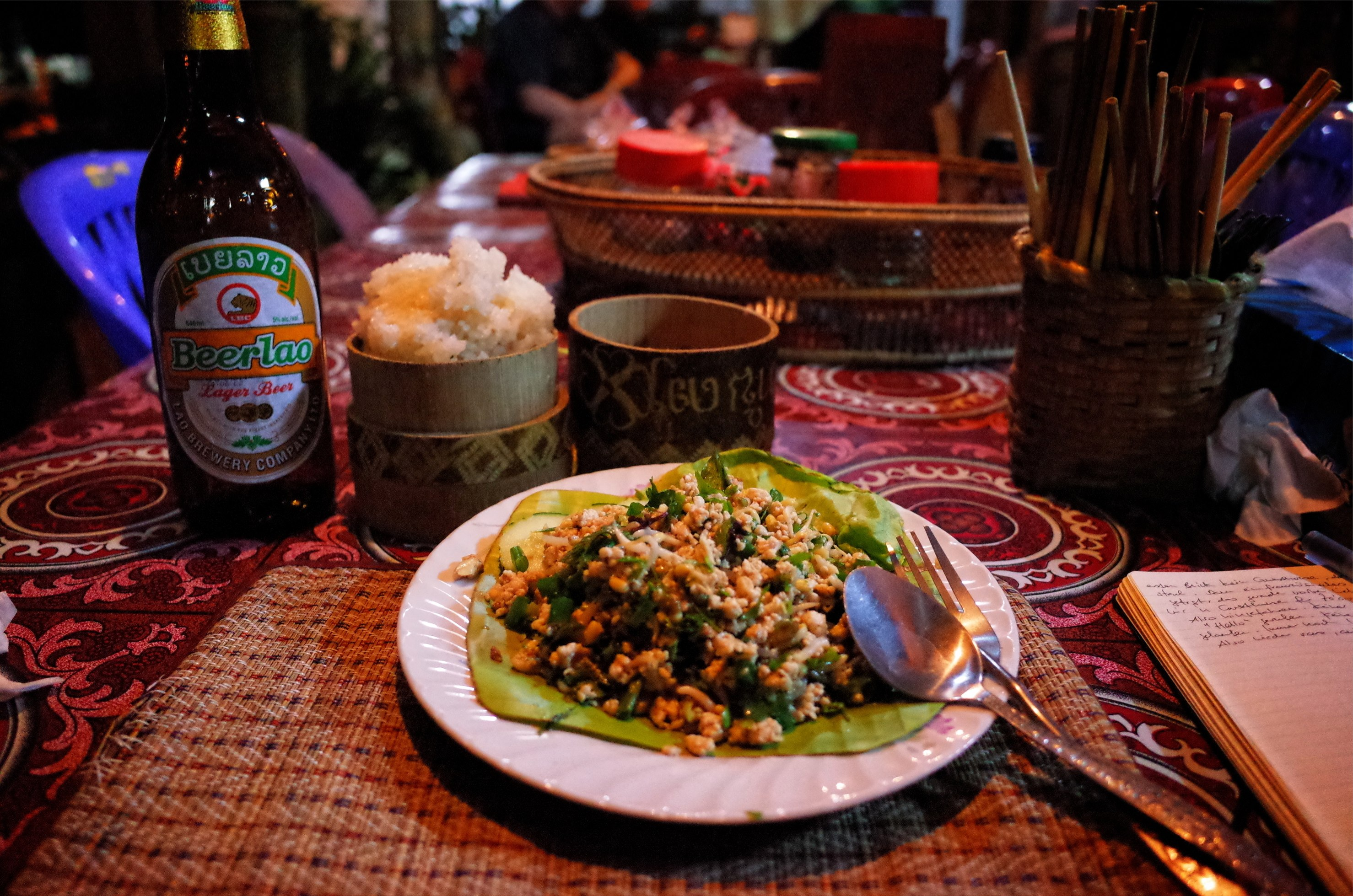
Подача лаабу з рисом та пивом
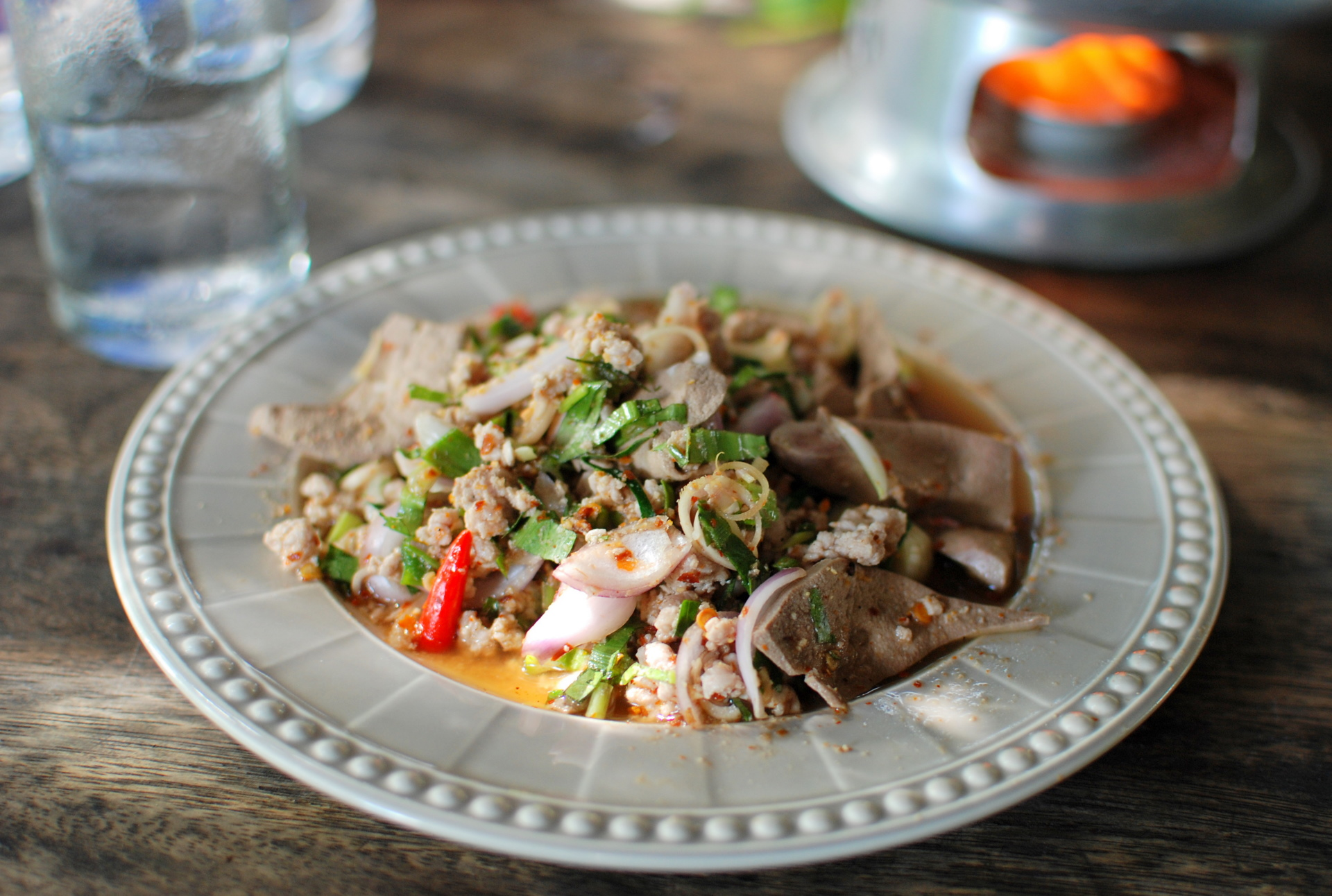
Лааб з свинини